# 袋鼠爪花
袋鼠爪花（学名：Anigozanthos flavidus），為血皮草科袋鼠爪花属下之多年生常綠草本植物。一種原產於澳洲西部的珍奇花卉。中文名直接出自原產地俗稱Kangaroo Paw/袋鼠爪。

## 特徵
袋鼠爪株高50公分至3公尺。葉叢生，扁平、呈線狀披針形。花莖長、挺立，常具分枝。管狀花頂生，為總狀花序。全株密生絨毛。因花梗與花苞部分神似袋鼠腳爪因而得名。常見花色有紅、黃、綠、橙、粉、紫、白等。

## 習性
袋鼠爪適應性強，喜日照，不耐寒。在沒有霜凍的地區可以室外地栽或盆栽。

## 價值
袋鼠爪除了身具園藝栽培的觀賞價值，也是很有市場價值的切花。

## 圖示

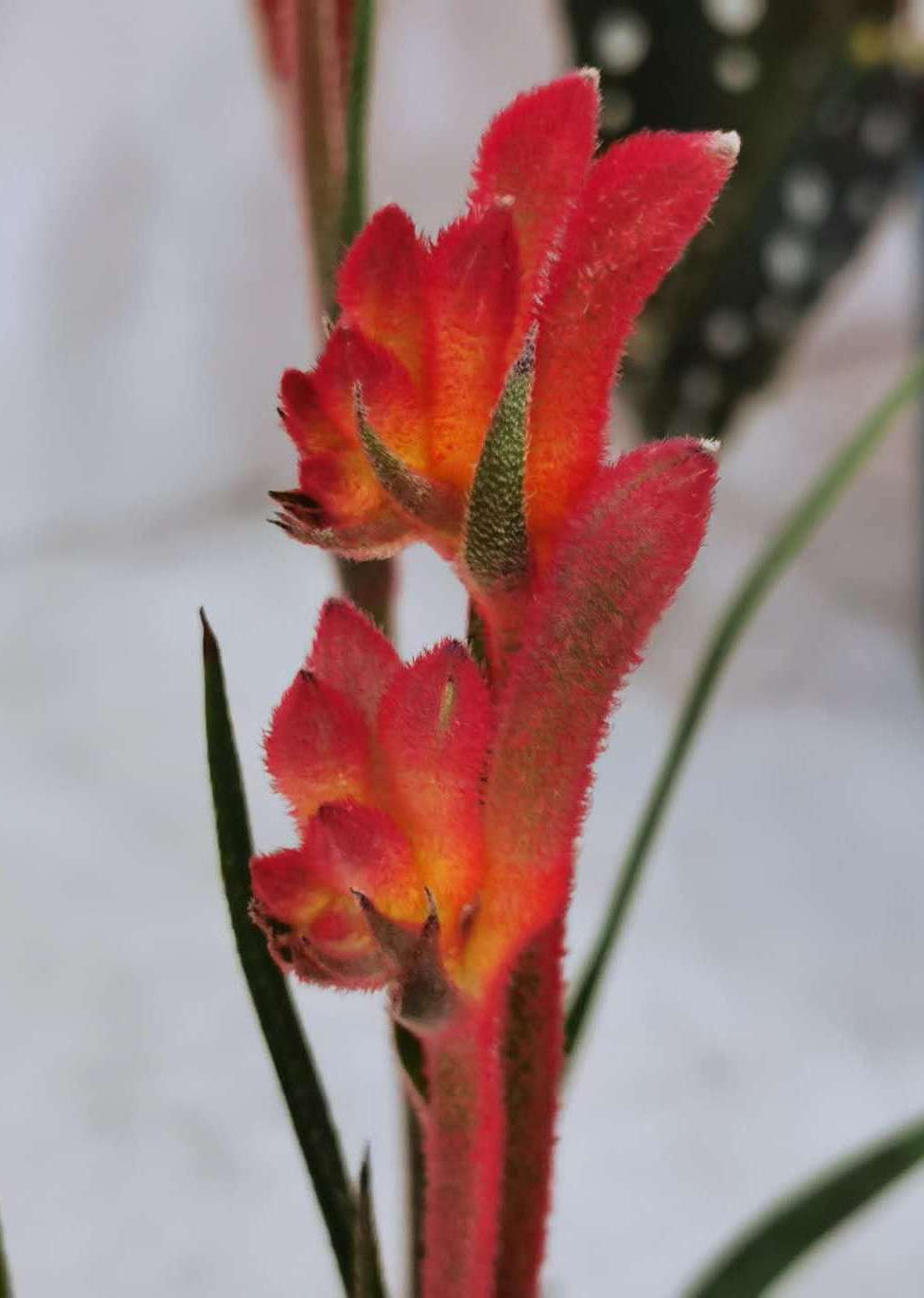
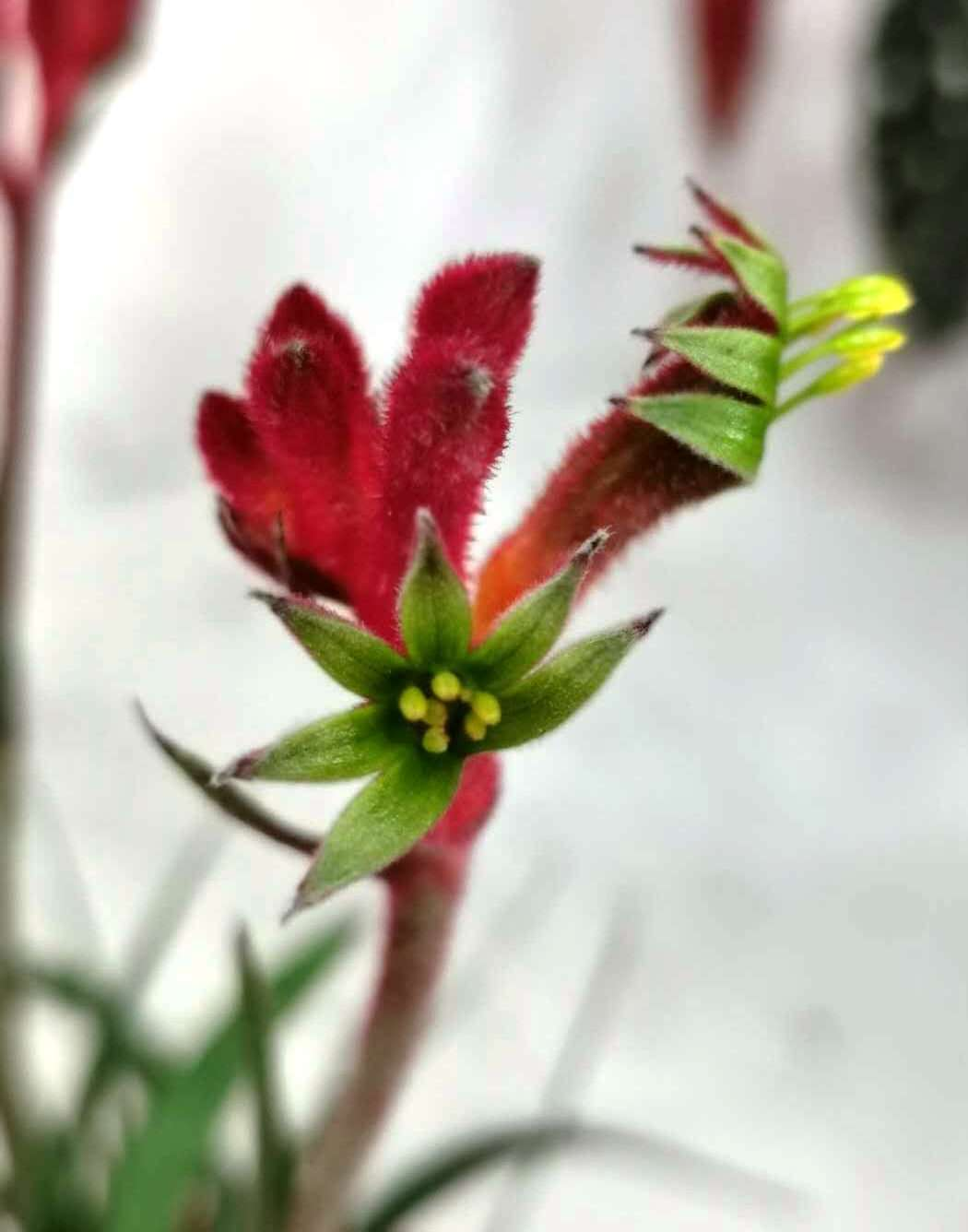
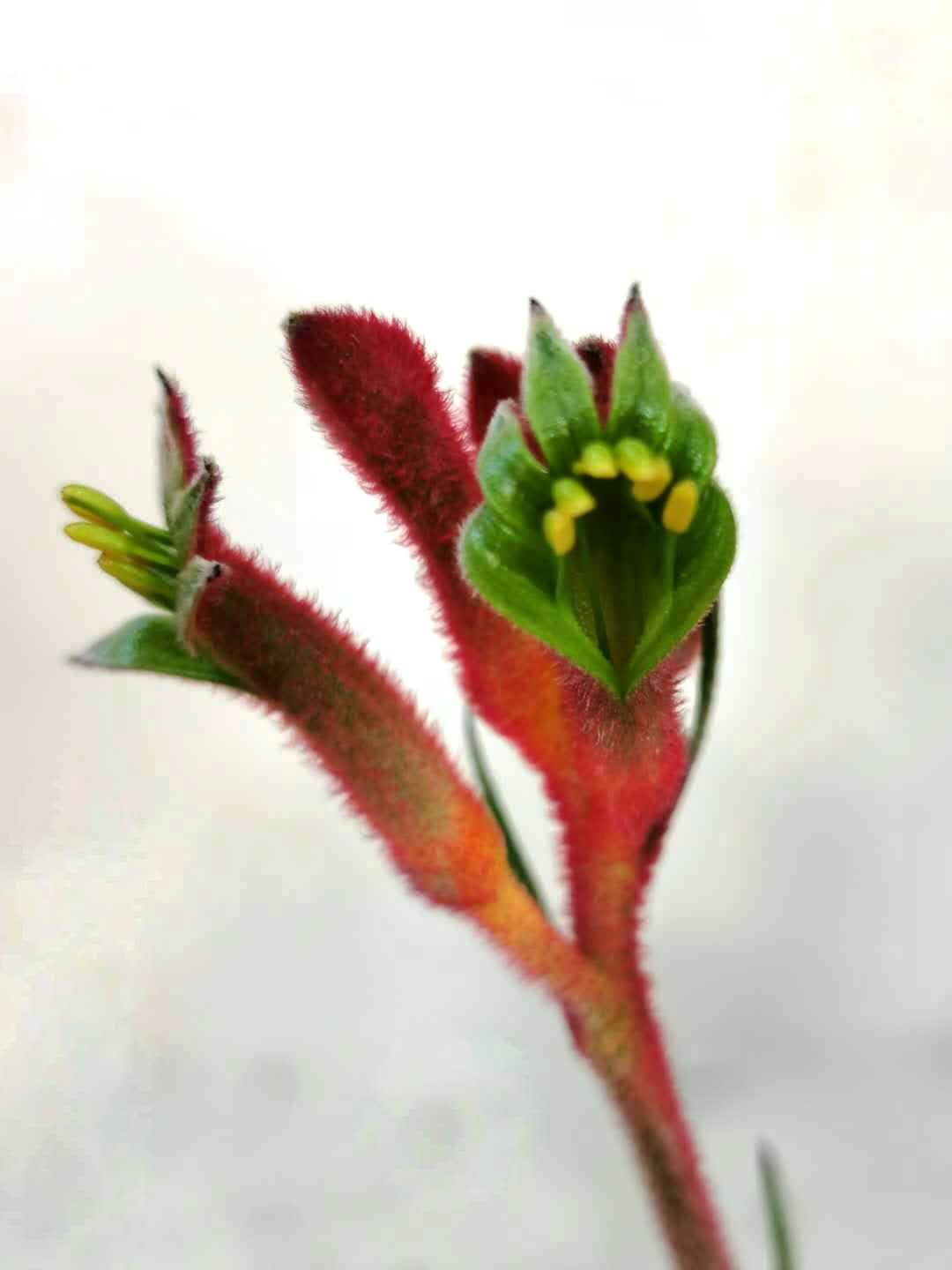
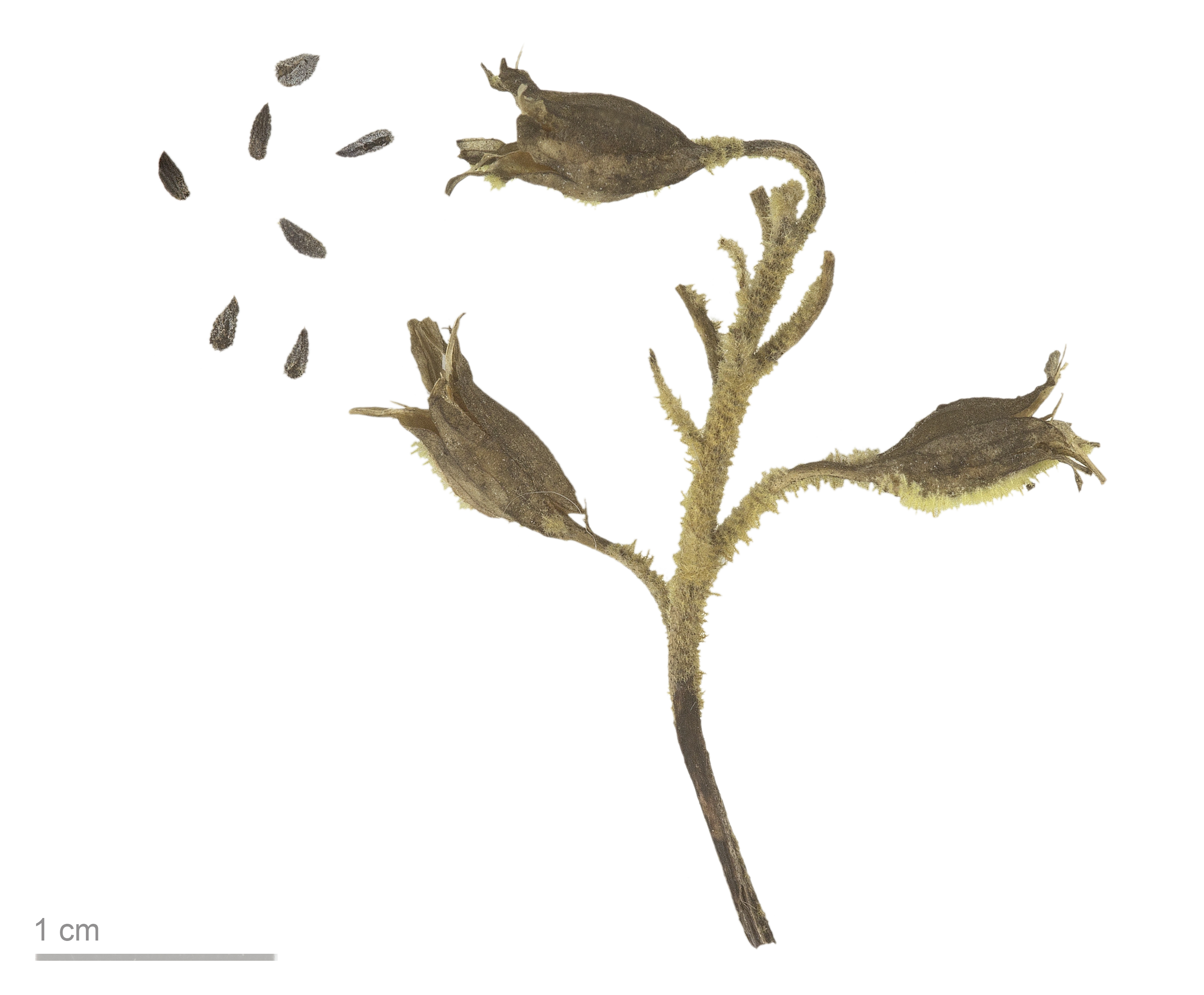
Anigozanthos flavidus

## 扩展阅读
- 維基物種上的相關：袋鼠爪花
- 维基共享资源上的相關多媒體資源：袋鼠爪花